# Yezoceryx subcorporalis
Yezoceryx subcorporalis är en stekelart som beskrevs av Wang 1982. Yezoceryx subcorporalis ingår i släktet Yezoceryx och familjen brokparasitsteklar. Inga underarter finns listade i Catalogue of Life.